# Raj Chetty
Nadarajan "Raj" Chetty (1979) és un economista estatunidenc d'ascendència índia que treballa com a professor d'economia pública a la Universitat Harvard. Alguns dels articles recents de Chetty han estudiat la igualtat d'oportunitats als Estats Units i l'impacte a llarg termini dels professors en el rendiment dels estudiants. A l'edat de 28 anys, Chetty va ser una de les professores titulars més joves de la història del departament d'economia de Harvard. Ha rebut la medalla John Bates Clark i una beca MacArthur 2012. També és editor assessor del Journal of Public Economics. El 2020 va rebre el Premi Infosys d'Economia, el premi monetari més alt que reconeixia els èxits en ciència i recerca, a l'Índia.